# 東西学生クラブ対抗試合
東西学生クラブ対抗試合（とうざいがくせいクラブたいこうしあい）は、日本ラグビーフットボール協会・関東ラグビーフットボール協会・関西ラグビーフットボール協会主催の大学クラブチームによるラグビー日本一決定戦である。第7回までは花園ラグビー場で実施され、第8回からは埼玉県ラグビーフットボール協会協力のもと、毎年12月に熊谷ラグビー場で、東西学生クラブ覇者による対抗試合（一発勝負）が行われる。最多優勝は早稲田大学（7回）。チーム単位での最多優勝は早稲田大学GWRC（4回）。

## 概要
大学には、体育会ラグビー部の他に、学部単位などの学生クラブチームが多数存在する。2001年までは、関東や関西といった地域での完結した大会は存在したが、全国大会は存在していなかった。そこで、今までより学生クラブチームの交流を盛んにして大学ラグビー発展へつながるよう、2002年に東西の学生クラブの覇者によって学生クラブ日本一を決める「第1回東西学生クラブ対抗試合」が発足した。

## 歴代成績
| 回 | 年度 | 関東／東日本             | スコア | 関西／西日本                                        | 試合詳細                                             |
| -- | ---- | ------------------------ | ------ | --------------------------------------------------- | ---------------------------------------------------- |
| 1  | 2002 | 慶應大学BYB              | 12-34  | 立命館大学グラスルーツ                              | 事前情報                                             |
| 2  | 2003 | 早稲田大学リスの会       | 15-24  | 同志社大学H&T                                       | 事前情報                                             |
| 3  | 2004 | 慶應大学BYB              | 36-19  | 立命館大学グラスルーツ                              | ニュース                                             |
| 4  | 2005 | くるみクラブ             | 64-33  | 同志社大学H&T                                       | 試合経過、選手、試合情報、結果配信表                 |
| 5  | 2006 | 慶應大学BYB              | 35-34  | 立命館大学グラスルーツ                              | 試合経過、選手、試合情報、結果配信表、マッチレポート |
| 6  | 2007 | 早稲田大学こんぷれっくす | 48-12  | 近畿大学ドルフィンズ                                | 試合経過、選手、試合情報、結果配信表、マッチレポート |
| 7  | 2008 | 早稲田大学こんぷれっくす | 65-38  | 近畿大学ドルフィンズ                                | 試合経過、選手、試合情報、結果配信表、マッチレポート |
| 8  | 2009 | 明治大学MRC              | 55-5   | 関西学院大学上ヶ原RC                                | 試合経過、選手、試合情報、結果配信表                 |
| 9  | 2010 | 早稲田大学GWRC           | 24-24  | 関西学院大学上ヶ原RC                                | 試合経過、選手、試合情報、結果配信表、マッチレポート |
| 10 | 2011 | 早稲田大学こんぷれっくす | 60-7   | 関西学院大学上ヶ原RC                                | 試合経過、選手、試合情報、結果配信表                 |
| 11 | 2012 | 慶應大学BYB              | 21-7   | 関西学院大学上ヶ原RC                                | 試合経過、選手、試合情報、結果配信表、マッチレポート |
| 12 | 2013 | RKU                      | 46-13  | 関西学院大学上ヶ原RC                                | 試合経過、選手、試合情報、結果配信表                 |
| 13 | 2014 | 早稲田大学GWRC           | 31-17  | 京都産業大学ラビッツ                                | 試合経過・選手・試合情報、結果配信表、マッチレポート |
| 14 | 2015 | 早稲田大学GWRC           | 26-10  | 関西学院大学上ヶ原RC                                | 試合経過・選手・試合情報、結果配信表、マッチレポート |
| 15 | 2016 | 明治大学MRC              | 44-5   | 関西学院大学上ヶ原RC                                | 試合経過、選手、試合情報、結果配信表、マッチレポート |
| 16 | 2017 | 明治大学MRC              | 24-15  | 関西学院大学上ヶ原RC                                | 試合経過、選手、試合情報、結果配信表、マッチレポート |
| 17 | 2018 | 法政大学工学部連合会     | 12-17  | 関西学院大学上ヶ原RC                                | 試合経過、選手、試合情報、結果配信表                 |
| 18 | 2019 | 拓殖大学オリバーズ       | 78-7   | 立命館大学グラスルーツ                              | 試合経過、選手、試合情報、結果配信表                 |
| 19 | 2020 | 山梨学院大学Green Eagles | 103-0  | 同志社大学H&T                                       | 試合経過、選手、試合情報、結果配信表                 |
| 20 | 2021 | 山梨学院大学Green Eagles | 52-0   | 関西学院大学上ヶ原RC                                | 試合経過、選手、試合情報、結果配信表                 |
| 21 | 2022 | 早稲田大学GWRC           | 57-5   | 関西学院大学上ヶ原RC                                | 試合経過、選手、試合情報、結果配信表                 |
| 22 | 2023 | 山梨学院大学Green Eagles | 34-29  | 近畿大学理工学部 ラグビーフットボール部ドルフィンズ | 試合経過、選手、試合情報、結果配信表                 |

※試合詳細は、外部リンクを参照。
第19回（2020年）・第20回（2021年）は、新型コロナウイルス感染予防対策として無観客で行われた。

### 男子の公式戦
- 全国大学ラグビーフットボール選手権大会
- 全国地区対抗大学ラグビーフットボール大会
- 全国大学オールスターゲーム（東西学生対抗試合）

### 女子の公式戦
- 全国女子ラグビーフットボール選手権大会
- 大学女子7人制ラグビーフットボール交流大会
- 全国女子ラグビーフットボール交流大会

### 参考
- ラグビー
- 日本ラグビーフットボール協会
- 関東ラグビーフットボール協会
- 関西ラグビーフットボール協会